# Adonibezek

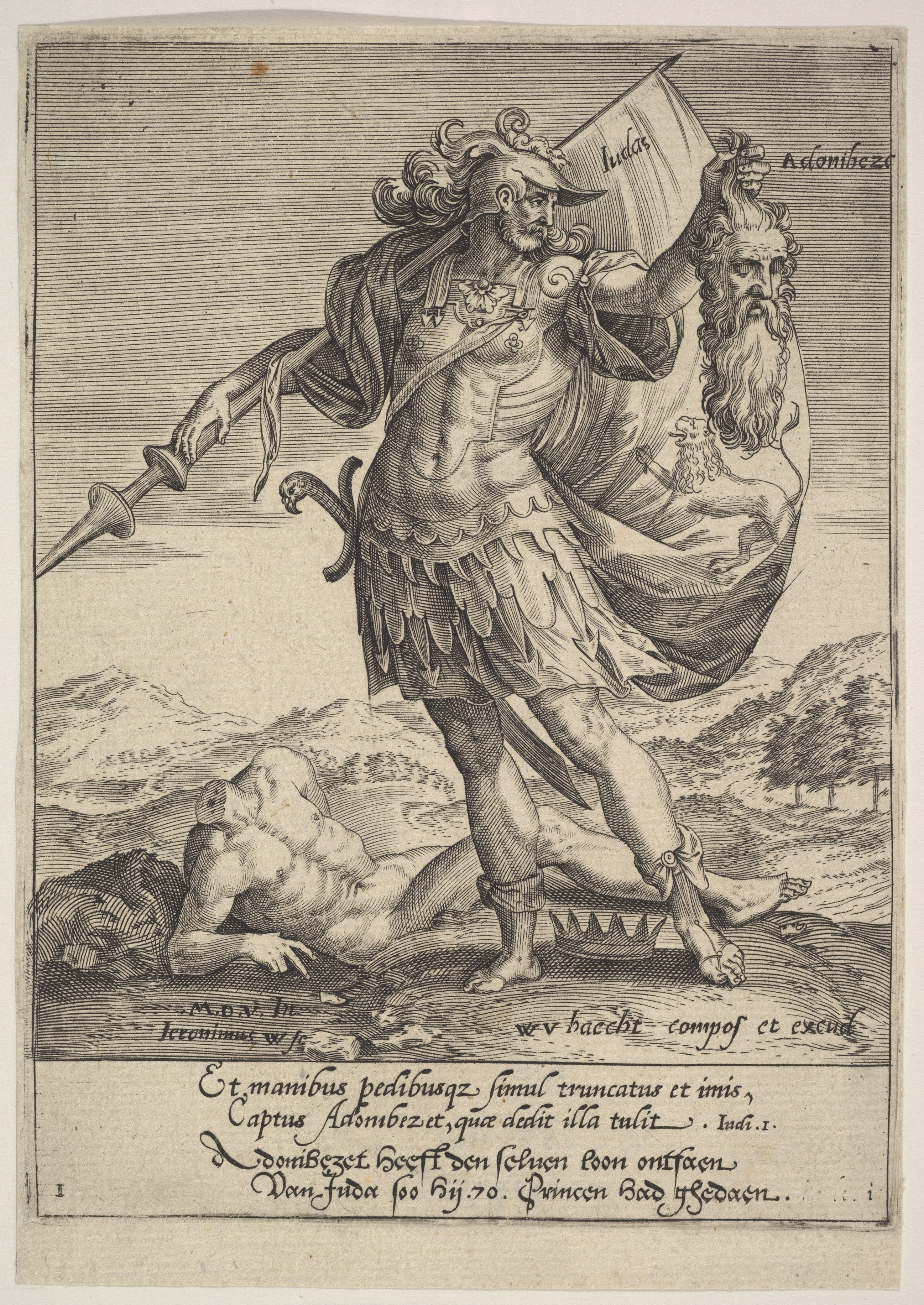
Juda met het hoofd van Adonibezek door Hieronymus Wierix

Adonibezek was volgens Rechters 1:1-7 in de Hebreeuwse Bijbel een Kanaänitische koning. Hij zou zeventig andere koningen aan zijn gezag hebben onderworpen. Telkens als hij een naburige koning versloeg, liet hij hem de duimen en de grote tenen afhakken zodat hij waardeloos werd in de strijd. Toen hij op zijn beurt werd verslagen door de nakomelingen van de broers Juda en Simeon in de periode na de dood van Jozua, werden hem op zijn beurt de duimen en grote tenen afgehakt. Hij stierf kort daarop in Jeruzalem.